# Боравське (Вармінсько-Мазурське воєводство)
Боравське (пол. Borawskie, нім. Borawsken, 1938-45: Deutscheck) — село в Польщі, у гміні Олецько Олецького повіту Вармінсько-Мазурського воєводства.
Населення — 259 осіб (2011).
У 1975-1998 роках село належало до Сувальського воєводства.

## Демографія
Демографічна структура станом на 31 березня 2011 року:
|          | Загалом | Допрацездатний вік | Працездатний вік | Постпрацездатний вік |
| -------- | ------- | ------------------ | ---------------- | -------------------- |
| Чоловіки | 123     | 27                 | 78               | 18                   |
| Жінки    | 136     | 44                 | 68               | 24                   |
| Разом    | 259     | 71                 | 146              | 42                   |